# تماری تاتواشویلی
تماری تاتواشویلی (گرجی: თამარი ტატუაშვილი؛ زادهٔ ۱۲ آوریل ۱۹۹۱) بازیکن فوتبال اهل گرجستان است.
از باشگاه‌هایی که در آن بازی کرده‌است می‌توان به باشگاه فوتبال دینامو تفلیس اشاره کرد.
وی همچنین در تیم‌های ملی فوتبال Georgia women's national football team بازی کرده‌است.